# Ioan Baltog
Ioan Baltog (n. 12 decembrie 1939, Piatra Neamț – d. 2 august 2016, București) a fost un fizician român, membru corespondent al Academiei Române din 24 iunie 2016.

## Biografie
Ioan Baltog a urmat cursurile liceului „Petru Rareș” din localitatea natală (1953-1956), apoi Facultatea de Matematică și Fizică a Universității București, absolvită în anul 1962. În anul 1973 și-a susținut doctoratul în fizică, la Universitatea din București sub conducerea științifică a profesorului academician Margareta Giurgea.

## Activitatea profesională
Imediat după absolvire Ioan Baltog și-a desfășurat activitatea în funcția de cercetător în cadrul Observatorului Astronomic al Academiei RPR (1962-1963) și apoi în cadrul Institutului de Fizică al Academiei RPR (1964-1975).
Ulterior, s-a transferat la Institutul pentru Fizica Laserilor, Plasmei și Radiației (1975-1991). Începând cu anul 1991, Ioan Baltog și‐a desfășurat activitatea științifică la Institutul Național de Cercetare și Dezvoltare pentru Fizica Materialelor (INCDFM), ca cercetător gradul I, unde a fost, pentru perioade lungi de timp, șef de laborator și președinte al Consiliului Științific.
Activitatea profesională a fost orientată spre cercetări privind Efecte de compoziție, structură și dimensionalitate asupra proprietăților materiei condensate - procese fizice, modele, tehnici experimentale.
Cercetările sale au abordat cu precădere probleme legate de proprietățile optice și electrice ale materiei în stare condensată, folosind metode de caracterizare complexe: spectroscopie de absorbție și emisie, conducție ionică și fotoconducție, precum și o gamă largă de tehnici
experimentale, unele originale, pentru studiul diferitelor aspecte ale difuziei luminii în solide și lichide: difuzie Rayleigh în lichide pure și soluții de polimeri, difuzie Rayleigh și Mie în cristale pure și dopate, difuzie Brillouin, difuzie Raman, procese optice de suprafață și interfață generate prin plasmoni de suprafață, difuzie Raman de suprafață, difuzie Raman gigant, procese optice neliniare generate în medii mesoscopice sau asistate de plasmoni de suprafață.
În domeniul proceselor optice neliniare în materiale nanostructurate, acad. Ioan Baltog a avut rezultate cu caracter de premieră științifică, precum: evidențierea pentru prima dată a unui proces Raman stimulat (RS) pompat prin plasmoni de suprafață și a unui proces de emisie anomală anti‐Stokes de tip CARS (Coherent anti‐Stokes Raman Scattering) în structuri mesoscopice, răcirea cuantică a nanotuburilor de carbon de tip semiconductor relevată prin spectre Raman anormale anti‐Stokes, relevarea unor procese de luminescență anti‐Stokes pe compozite de tip polimer conjugat/nanotuburi de carbon. În contextul acestor obiective de cercetare, în România au putut fi dezvoltate primele cercetări pe nanotuburi de carbon și compozite nanotub de carbon/polimer conductor cu aplicații în domeniul bateriilor reîncărcabile cu litiu și supercapacitorilor.
Multe dintre acestea au fost cercetările cu caracter aplicativ omologate și introduse în practică, dintre care:
- analizorul de particule ‐ granulometru, destinat determinării dimensiunii particulelor rezultate din procese de măcinare a minereurilor, cimentului etc,
- fotogoniodifuzometrul pentru determinarea maselor moleculare ale polimerilor,
- elipsometrul fotoelectric, metoda de măsurare a factorului de pierdere în transmisia optică în preforme de sticlă optică,
- fotometrul în infraroșu pentru controlul pierderilor de apă grea și cel pentru controlul cozilor de distilare la instalația de regenerare a apei grele la Unitatea 1 de la Centrala Nuclearo‐Electrică, Cernavodă, cu aport la creșterea contribuției românești la realizarea acestei centrale.

În cursul carierei sale de cercetător științific, acad. Ioan Baltog a beneficiat de mai multe specializări în centre de prestigiu din străinătate:
- 1970 ‐ 1971: stagiu de specializare la Universitatea Paris ‐ Sud, Lab.Physique Cristalline, Orsay, Franta. Domeniul: proprietăți optice și electrice ale corpului;
- 1975 ‐ 1976: stagiu de cercetare la Universitatea Texas din Dallas, USA[4], Domeniul: laseri pulsați cu azot și colorant.
- 1992 ‐ stagiu de lucru la Institut des Materiaux, Nantes, Franța;
- 1994 ‐ stagiu de lucru la Institut National Polytechnique de Grenoble;
- 1995 ‐ 1996 - profesor asociat la Institut National Polytechnique Grenoble (4 luni anual);
- 1996 ‐ 2006 - profesor asociat la Universite de Nantes/Institut des Materiaux, Nantes (3-4 luni pe an).

De asemenea, a fost profesor asociat la Universitatea de Fizică din București și, începând cu anul 1994, a primit dreptul de a conduce lucrări de doctorat pentru domeniul Fizică, în Specialitatea Optică și Spectroscopie.
In plan personal, Ioan Baltog a fost casatorit din 1963 cu Alexandra-Ana Baltog ( nascuta Tataru ), fizician -cercetator stiintific principal grd I, alaturi de care au activat impreuna, pana la decesul acesteia in 2009. Impreuna au o fiica, Georgia-Alexandra Baltog ( n. 25 august 1964 ), medic primar medicina interna / gastroenterologie.

## Lucrări
Rezultatele activității sale științifice au fost concretizate în peste 180 de lucrări științifice. Acestea au întrunit peste 1650 citări de la autori străini. Conform ISI Web of Science, lucrările din domeniul spectroscopiei Raman pe nanotuburi de carbon se clasează pe locul 16 pe plan mondial și pe locul 1 în România.
În domeniul cercetării aplicative, dr. Ioan Baltog este autorul a 8 brevete de invenție și coordonator în realizarea a 10 tehnici, aparate sau echipamente omologate metrologic.
- Funcționalizarea nanotuburilor de carbon pentru aplicații în domeniul stocării energiei - Mihaela Baibarac, Ioan Baltog, Market Watch, 15 octombrie - 15 noiembrie 2011, pag. 41;
- Nonlinear Optical Processes Manifesting as Anderson Localization of Light in Mesoscopic Materials - Ioan Baltog, Mihaela Baibarac, Lucian Mihuț, Ion Smaranda, Serge Lefrant, Proceedings of the Romanian Academy, Series A, Volume 13, Number 2/2012, pp. 109–117.

## Recunoaștere
- Premiul pentru fizică „Constantin Miculescu” al Academiei Române - 1968, pentru grupul de lucrări „Rayleigh light scattering on polymer and copolymer solutions”.
- Membru corespondent al Academiei Române la Secția de Științe Fizice - 24 iunie 2016.
- IFA Awards 2011, Diploma de Onoare și Medalia IFA.